# أمينة محمد (ممثلة)
أمينة محمد ممثلة وراقصة ومخرجة ودوبلير ومنتجة مصرية من مواليد مدينة طنطا في 25 مارس 1908  وانتقلت للعيش في مدينة القاهرة في عام 1918 عندما بلغت العاشرة من عمرها بعد وفاة والدها الشيخ محمد رزق الجفري الذي كان يعولها، والتحقت مع أمينة رزق (ابنة شقيقتها التي تصغرها بعامين) بمدرسة ضياء الشرق الابتدائية الواقعة بعابدين، وبدأت حياتها العملية كسكرتيرة في سفارة بولندا بالقاهرة. عملت أيضاً في مجال الصحافة في مجلات: مجلتي، روز اليوسف، الصباح.

## نشاطها الفني
وقفت على المسرح لأول مرة عام 1922 مع ابنة شقيقتها أمينة رزق، وكان ذلك كمنشدين في كورس فرقة علي الكسار، على مسرح روض الفرج، ثم التحقت بالفرقة القومية مع زميلاتها زينب صديق، وعزيزة أمير، وفردوس محمد.
كانت بدايتها الفنية الحقيقية على المسرح حينما التحقت بفرقة رمسيس بعد مقابلتها ليوسف وهبي في عام 1924، لكنها لم تستمر طويلاً بها خاصة مع تفضيل يوسف وهبي لأمينة رزق عليها وارتفاع راتبها الشهري عنها، ثم تنقلت بعدها بين الفرق المسرحية، فعملت مع فرق نجيب الريحاني وإخوان عكاشة وأمين عطا الله وفاطمة رشدي، ثم اتجهت للرقص الشرقي وصارت معروفة كراقصة أولى، كما رقصت كذلك مع فرقة بديعة مصابني، وشاركت بسبب شهرتها كراقصة في أفلام (شبح الماضي، الدكتور فرحات، 100 ألف جنيه، الحب المرستاني)، وفي عام 1937 قررت الاتجاه للإنتاج السينمائي من خلال شركتها (أمينة فيلم) لتقدم فيلمها (تيتاوونج) الذي شاركت في إخراجه وكتابته وشاركت في تنفيذ كافة عملياته الفنية مع مجموعة كبيرة من الفنانين من بينهم صلاح أبو سيف وأحمد كامل مرسي وكمال سليم والفنانين التشكيليين صلاح طاهر وعبد الحميد الشريف، وبعدها بسنوات قررت اعتزال المجال الفني تمامًا والتفرغ للعمل في مجالات السياحة والتجارة حتى وفاتها في 16 مارس 1985.

## قائمة أعمالها في التمثيل
فيلم «ليلة في العمر» فيلم صامت للمخرج محمد بيومي عام 1934
فيلم «شبح الماضي» للمخرج إبراهيم لاما عام 1934
فيلم «بواب العمارة» للمخرج المجري الكسندر فاركاش عام 1935
فيلم «الدكتور فرحات» للمخرج توجو مزراحي عام 1935
فيلم «الدفاع» للمخرج يوسف وهبي عام 1935
فيلم «البحار» للمخرج توجو مزراحي عام 1935
فيلم «خفير الدرك» للمخرج توجو مزراحي عام 1936
فيلم «أبو ظريفة» إخراج فوزي الجزايرلي والفيزي أورفانيللي عام 1936
فيلم «100 ألف جنيه» للمخرج توجو مزراحي عام 1936
فيلم «تيتاوونج» للمخرجة أمينة محمد عام 1937
فيلم «المجد الخالد» للمخرج يوسف وهبي عام 1937
فيلم «الحب المورستاني» للمخرج الإيطالي ماريو فولبي عام 1937
فيلم «جوهرة» للمخرج يوسف وهبي عام 1943
فيلم «تاكسي - حنطور» للمخرج أحمد بدرخان عام 1945 

## وصلات خارجية
- أمينة محمد على موقع IMDb (الإنجليزية)
- أمينة محمد على موقع قاعدة بيانات الأفلام العربية
- أمينة محمد على موقع قاعدة بيانات الفيلم (الإنجليزية)
- أمينة محمد على موقع دهليز
- أمينة محمد على موقع كاروهات